# Sphaerodoridium claparedii
Sphaerodoridium claparedii är en ringmaskart som först beskrevs av Richard Greeff 1866.  Sphaerodoridium claparedii ingår i släktet Sphaerodoridium och familjen Sphaerodoridae. Arten har ej påträffats i Sverige. Inga underarter finns listade i Catalogue of Life.